# Chris Brunt
Christopher Brunt, född den 14 december 1984 i Belfast, är en nordirländsk fotbollsspelare som senast spelade för Bristol City.

## Karriär
Den 7 september 2020 värvades Brunt av Bristol City, där han skrev på ett ettårskontrakt. Den 3 januari 2021 kom Brunt och Bristol City överens om att bryta kontraktet.